# 689 a.C.
Séculos: (Século VIII a.C. - Século VII a.C. - Século VI a.C.)
694 a.C. - 693 a.C. - 692 a.C. - 691 a.C. - 690 a.C.
- 689 a.C. - 688 a.C. - 687 a.C. - 686 a.C. - 685 a.C. - 684 a.C.

## Eventos
Os Assírios destroem a Babilónia